# Новокаменна епоха в България
Новокаменната епоха (или Неолитът) на Балканския полуостров, както и в земите на днешна България обхваща периода от около 6200 – 4900 г. пр.н.е. Настъпващите промени в обществото са свързани с неолитната революция, когато по тези земи се появяват първите уседнали земеделци и скотовъдци. Това е преход от събирачество и лов към произвеждащ поминък.

## Неолитни култури

### Природогеографско райониране
Различните части на страната са предоставяли различни климатични и природни условия за развитието на неолитните култури, като тези дейности на места са причина за значително забавяне на неолитизационните процеси, а на други – за тяхното ускоряване и разгръщане. В зависимост от природо–географската обстановка страната се дели на няколко относително самостоятелни района. Те са и земите на отделните археологически култури. Доказано е, че през неолита поречията на Вардар, Струма и Южна Морава са били основните пътища за проникване на население и разпространение на култура от Егея към Средна Европа. Реките са били достатъчно пълноводни и отчасти плавателни, те са били основните пътища по които хората са общували. Редица долини, образувани от притоците на Струма (като тази на река Блато в Радомирското поле), с техните богати ресурси и пролетни речни разливи са предлагали отлични условия за развитие на ранното земеделие и животновъдство. Блатистата, днес затлачена делта на Струма тогава не е съществувала. Поради по-ниското ниво на водите на Световния океан и следователно на Средиземно море река Струма по долното си течение била врязана значително по-дълбоко от днес и през 7 – 5 хилядолетие пр.н.е. се е вливала в залив на тогавашното Егейско море, достигащ до село Драготин (Промахон). Сходна хипотеза е доказана и за делтата на Вардар. При непокътнати горски масиви по Осогово, Беласица, Рила и Пирин река Струма е била изключително по-пълноводна и плавателна. Нисък е бил ерозионният базис на притоците ѝ. Днес това си личи в Радомирското поле, където долните нива на селищната могила Гълъбник лежат на около два метра под нивото на подпочвените води.
Тракия
Важна роля през новокаменната епоха е имал районът на Тракия, разположен между – Средна гора (на север), Родопите (на юг), Ихтиманските възвишения (на запад) и Бакаджиците и Странджа (на изток). Тогава Тракия е свързана със Средиземно море, посредством долното течение на Марица, която навремето също е била пълноводна и плавателна. Многобройните пълноводни притоци на Марица, сред които водещо място заема Тунджа, са предлагали идеални условия за живот на проникналото тук неолитно население. Освен това долината има и много благоприятен климат, тъй като от северните ветрове я пази Балканът, а от южните суховеи – Родопите. По природогеографски дадености Тракия в много отношения е близка до долината на река Коня в Анатолия през 7 хилядолетие пр.н.е., поради което се смята че в Тракия е възникнала цялата система от селищни могили, морфологично близки до тези от Близкият Изток. Природогеографската ѝ затвореност обаче предопределя относителната изолация на повечето праисторически култури, развивали се тук.
Родопи
Родопите като цяло не са били заселени през новокаменната епоха, но в редица подходящи котловини твърде рано, още през първия етап на ранния неолит, е проникнало население, носител на производяща икономика. Предстои още да бъде изяснен въпросът, дали в полите на Родопите няма да се открие и по-ранният, монохромен етап на неолита. Ако това не се окаже така, то наличието на раннонеолитни поселения в Родопите би било доказателство за достатъчно динамични демографски процеси в самата Тракия, принудили твърде рано неолитното население да заеме удобните, плодородни, по-ниски райони на Родопите. Основно характерна черта на селищата тук е тяхната относителна краткотрайност. Културните им пластове са тънки и често ерозирани.
Северозападна България
Северозападна България представлява хълмист, относително силно разчленен терен, който постепенно се снижава от Балкана към река Дунав. Негова характерна черта е богатството на водни ресурси и местонахождения на високо ценни през неолита каменни суровини (амфиболити и др.), също така района е богат на медна руда. Закътаните плата и предбалкански склонове са привличали многобройно неолитно население. Река Искър е била свързващо място където хората са общували. В културите на този район винаги се откриват многобройни указания за контакти със съседните територии, главно в западна посока, но и със север – териториите от другата страна на река Дунав.
Централна Северна България
Централна Северна България обхваща територията по поречието на реките Янтра, Росица и техните притоци. Изключително плодородните льосови почви и богатите водни ресурси, връзката с Дунав, от една страна, и с богатите ловни райони на Стара планина – от друга, са били достатъчно привлекателни за ранно–неолитното население, което отсяда тук в продължително време. В минус на района е неговият контрастен континентален климат.
Североизточна България
Североизточна България подобно на Централна Северна България съвпадат повечето дадености, с тази разлика, че в североизточна посока районът плавно преминава в хълмиста, относително безводна степ, незащитена от студените североизточни ветрове. Основните икономически и водни ресурси тук е предоставял Балкана, поради което неолитните селища най-често са закътани в полите му. Отворен в североизточна посока, районът е поддържал тесни връзки с районите на север от Черно море (Мунтения и Молдова).
Западно Черноморие и Добруджа
Западното Черноморие и Добруджа през неолита са представлявали едно много по-обширна територия от днес, обхващаща и част от днешния шелф, на места до 20 км навътре в морето. Конфигурацията на днешната брегова линия, особено при покритие с льос терени (Шабла, Дуранкулак и др.), е едно рецентно явление, което и днес търпи изменения при силни морски бури и вълнения. Районът има предимно степен характер. Негови основни източници са карстовите извори в суходолията и край лиманите, около които са съсредоточени и всички праисторически селища. Някои от тях са стояли върху тогава сухата, днес подводна тераса от 4 – 6 метра морска дълбочина. Водите на Черно море са заливали и освобождавали тази тераса многократно, за което вероятно са играли роля не само евстатиката на морето, но и някой тектонични движения по геоложките разломи, които днес представляват басейните на лиманите. Поради значителното си безводие и студен климат районът е бил неолитизиран твърде късно, и то от население, идващо най-вероятно от вътрешността на Балканския полуостров.

## Селища и архитектура

### Регионално разпределение
За разполагане на селищата винаги са били избирани такива райони, които или са в непосредствена връзка c обширни, добре навлажнявани долини, или представляват удобни възвишения в близост до заливната тераса на равнините. Оградеността на терена, избран за селище, от оврази, реки или дерета е задължително изискване, произтичащо от търсената природна защитеност, а също и като база за евентуални допълнителни фортификационни мероприятия. На север от Балкана друго важно условие за основаване на неолитно селище е близостта на последния. Селищата от късния неолит са разположени твърде често върху обширни плата (Усое, Качица, Дуранкулак, Подгорица, Нова Загора – Хлебозавода). В най-оптималните региони за отсяде се образуват селищни могили. Те са характерни предимно за Тракия, където на места върху тях се проследяват праисторически селища до средата на бронзовата епоха (Езеро, Караново и пр.) В Западна България неолитните селищни могили са малко на брой (Гълъбник, Курило, Чавдар, Мирково и др.). На североизток от Балкана засега е позната само една – Самоводене.
Интересно е да бъде отбелязано прекъсването на живота върху селищните могили у нас (извън Тракия) към края на късния неолит, от една страна, и възникването на цяла система от селищни могили на север от Балкана в края на ранния и през средния енеолит. Това става в момента, когато в рамките на кулминацията на Климатичния максимум медитеранският облик на климата се разпространява и на север от Балкана.
В Тракия и Западна България доминира наземната сграда, в североизточната част на страната – землянката, а в Софийско и Средна Северна България се срещат и двете форми. В Близкия изток, Гърция и Тракия през неолита се проследяват само наземни сгради. Тяхното разпространение следва основния път на неолитизацията на Европа – Вардар—Нишава, Струма—Искър и Струма—Нишава, Средния Дунав и Централна Европа. Културата на линеарната керамика в Средна Европа също е култура c наземни сгради. В североизточната част на Югоизточна Европа – Добруджа, Молдавия и Южна Украйна, традицията на епипалеолитната и мезолитната землянка се запазва като господствуваща жилищна форма до първата половина на V хил. пр. н. е. – т. е. през целия неолит и отчасти и в началото на енеолита. Между тези два основни ареала Североизточна и Средна Северна България заемат междинна позиция и показват особено интересно преплитане на двете явления.

### Селищни размери
Относно размерите в ранният неолит селищата са малки (около 50 – 60 души поселение) с времето нараства драстично и към краят на живота си отново наблюдаваме свиване. Значително по-различна е картината на поселищната система от времето на късния неолит. Вече бе отбелязано, че повечето от сели – щата от този период заемат многохектарови площи предимно върху платата (Усое – 60 ха, Самоводене – 30 ха, Курило – 40 ха. Хле – бозавода в Нова Загора – 60 ха, и пр.), което определено говори за чувствителен демографски прираст.
Изместването на къснонеолитното население на Тракия от заливната тераса (където са селищните могили) върху незаливните плата става едновременно c възникването, също върху платата, на повече – то от къснонеолитните селища на север от Балкана. Най-вероятната обективна причина за тези дислокации може да бъде повишаването на подпочвените води вследствие застудяване на климата. Необходими са повече проучвания по темата за да бъде дадено окончателно заключение. Раннонеолитните селища са били строени организирано, по предварително известен план. Преустройствата им са били извършвани също едновременно, тъй като сградите са ставали по едно и също време негодни за обитаване или едновременно са били опожарявани.

### Защита
Необхдимостта от защита и ограждане на селището са причината за компактно застрояване и тесни улички. Самият начин на застрояване подсказва, за някава оградна стена или вид фортификация ограничаващи границите на поселението. Такива следи са открити в Самоводене – палисада изградена с трупи с диаметър 30 – 40 см. През късният неолит, когато селищата се изместват по платата не се намират следи от фортификация. В този смисъл определението на този род селища като „открити“ е напълно правомерно.

### Строителни техники и архитектура
Предназначени са за сгради, използувани при относително благоприятни климатични условия. В основата им лежи колово-плетената, обмазана c глина конструкция. Тя се запазва във вид, позволяващ археологически наблюдения и реконструкции само при силно опожаряване. Най-интересни в това отношение са голямата опожарена сграда от община Слатина, Софийско. Най-стабилните сгради са били снабдени c дървена подова платформа, състояща се от дебели надлъжни, разполовени и по-тънки, напречни греди, многократно обмазвани c глина. Стените имат носещи ъглови и стенни вертикални колове, дебели до 20— 25 см, които са били забивани дълбоко в земята. Между тях са били забивани по-плитко, на разстояние около 30 – 40 см един от друг, потънки колове, всъщност клони и пръти, които са били преплитани хоризонтално c по-тънки хоризонтални клони. Този плет е образувал носещата конструкция на стените. Предполага се, че покривът на тези сгради е бил двускатен, макар да липсват преки указания за това . Така оформеното c дърво съоръжение е било измазвано отвътре и отвън, включително подът и таванът, c глина c примеси от плява и ситна слама. Периодично (най-вероятно ежегодно) са правени тънки замазвания на пода и отчасти на стените c чиста глина, така че в зависимост от продължителността на живота на сградата подът се е повдигал чувствително, а стените и таванът са се надебелявали. Данни за прозорци нямаме. Невинаги се открива и мястото на вратата, особено ако тя е имала по-високо издигнат праг. При описания начин на гъсто застрояване на неолитните селища проблемът за площта на функционално най-натоварената, централна сграда, която е била едновременно и обществено средище и хранилище на общинния фонд на зърно за посев, а вероятно и дом на семейството на старейшината, очевидно е бил решаван във вертикален, а не в хоризонтален план.

### Пещи
Пещите са неизменна част от дома на неолитният човек. Конструкцията на пещите е добре изследвана. Те имат нисък подиум, запълнен c чакъл, едри речни валуни или фрагменти керамика. Под този пласт на места се проследява слой пепел от накладен на мястото на бъдещата пещ ритуален огън. Сводът е бил изработен от каркас от пръти, а цялото съоръжение е било обмазано отвън и отвътре c глина, примесена c плява. Само подовата замазка на пещта е от чиста глина, добре огладена и полирана.

## Стопанство

### Земеделие
Неолитното население е носител на производящата икономика, което идва на Балканския полуостров с една формирана, завършена стопанска структура, в която водеща и определяща роля има земеделието, с основните култивирани растения – еднозърнестия и двузърнестия лимец, многоредния гол ечемик, многоредния плевест ечемик, виката, лещата и меката пшеница. Тяхната поява и разпространение се проследява достатъчно ясно по полевите клонки, от находките на овъглени храни, откривани в опожарени неолитни сгради и от отпечатъците от плява в глината, използвана за направа на съдове и за измазването на стени и съоръжения. Водещата роля на земеделието личи достатъчно убедително от предпочитаните за отсядане места, избирани от неолитното население, които отговарят преди всичко на изискванията на едно добре напоявано земеделие. Тези терени трябва да са преди всичко добре навлажнявани. Голямото количество кухненски съдове, с които разполага всяко неолитно домакинство, също е свързано с приготовлението на храни от растителен произход. (У номадските животновъдни народи за разлика от това се срещат значително по-малък брой съдове.) Въвеждането на земеделието е било свързано с изсичане на гори, освобождаване на почвата от корени и съответната ѝ подготовка, превръщаща земята в посевна площ, а с това и в средство за производство. Това е задача, изискваща влагането на колосален по обем труд, с която новодошлото население е било принудено да се справи преди всичко друго, за да си обезпечи прехраната. Девствените алувиални и льосови почви са се отплащали с огромни за времето си реколти, което е било важно условие за високата производителност на земеделския труд, осигуряваща водещо място в неолитната икономика. Техническото въоръжение на неолитния човек обаче е било минимално. Основно земеделско оръдие през неолита е мотиката и вероятно дървената копалка. Възможна е употребата на соха. Разравянето на почвата е било плитко – до 5 – 6 см, но напълно достатъчно, а в най-влажните терени след речните разливи зърното вероятно просто е било затъпквано в почвата от домашните животни. Предпочитано житно растение е бил еднозърнестият лимец, и то поради неговата непретенциозност и устойчивост на дъждовете. Твърдите му стебла се „жънат“, чрез отчупване, а сламата не е годна за храна на добитъка. Зърната му са облечени в твърди и остри ципи, което прави обработката му по-трудна. Преди употреба овършаното зърно задължително е било огрухвано в специални хавани за отделяне на ципите. При това то се натрошава и става негодно за посев. Поради това обстоятелство зърното за посев е било съхранявано на цели класове, които преди посяването са били разчленявани на отделни класчета с осили. Склад на такова зърно за посев от еднозърнест лимец бе открит в ранната новокаменна могила хоризонт I на Азмашката могила при Стара Загора, където изпепелените класове са били така слегнали в хранилището си в централната сграда на селището, че са с изцяло запазена форма. Сред находките на приготвеното за храна зърно от зърнохранилища и съдове (овъглено при пожар) една от най-богатите е тази от селището в квартал Слатина на София. Макар различните видове житни да са били отглеждани и съхранявани за посев поотделно (Азмашката могила), те били смесвани при приготвяне на храни. Смесена е и плявата, използвана като примес на глината в строителството и при ремонта на сградите.

### Събирачество
Земеделското производство е позволявало отделянето на достатъчно количество запаси, за което говори споменатата находка от Слатина. За защита на запасите от гризачи вероятно са били отглеждани котки. Житото е било жънато със сърпове от рога на животни, в които са били изрязани жлебове за закрепване с помощта на смола на кремъчни зъбци. Такива сърпове, познати като „карановски тип“ са открити на много места в страната, но само в ранния новокаменен контекст (Караново, Овчарово-гората, Чавдар, Самоводяне). През късната новокаменна епоха сърповете очевидно са били дървени, тъй като са открити само техните режещи кремъчни пластинки, носещи характерно блестящо полиране на острието. По-нататъшната обработка на зърнените храни е минавала през следните етапи: вършеене – извършвано вероятно чрез утъпкване на класовете от говеда; отваряне на плявата и прибирането ѝ, за да бъде използвана в строителството; сушене и нагряване на зърното, предназначено за храна през деня; грухане в каменен или дървен хаван с каменна чукалка, отново веене, стриване между два хромелни камъка на едро, булгурообразно брашно, приготвяне на питки, каши или други храни. Хромелни камъни – горен и долен, се откриват във всички новокаменни селища. Те са елипсовидни. В сравнение с тежките хромелни камъни на каменно-медната епоха те имат доста малки размери. Този факт е едно косвено указание заотносително по-малкото количество смлени житни храни, използвани за храна през новокаменната епоха в сравнение с каменно-медната. Храната постъпваща на трапезата на неолитния човек е била допълвана с продукти, идващи от събирателството. Понякога в новокаменните съдове се откриват овъглени жълъди, които след съответна обработка (стриване, промиване с вода) могат да се ядат. Събирани са били диво грозде, диви плодове, лапад, коприва, киселец, бетула, корени, лешници, билки, охлюви, костенурки, миди, мед и др.

### Животновъдство
Животновъдството е вторият по значение отрасъл в неолитното стопанство. Познатите ни домашни животни – говедото, козата, овцата и свинята, са били пренесени на Балканския полуостров от Близкия Изток. През различните фази на неолита и на различните територии структурата на животновъдството е различна. Освен като източник на мляко и месо, домашните животни са предоставяли на човека и редица други полезни суровини, като вълни, кожи, рога и кости за производство на костени украшения, костени и рогови оръдия на труда и др. Говедото е било и важен източник на енергия, то е било използвано като теглова сила за влачене на дървен материал и за впрягане пред соха, за транспорт на тежести (прикрепени към гърба), във вършитбата, като източник на гориво. Сушен говежди тор е бил пален и в димарите – за борба с комарите.

### Лов
Ловът е играл помощна роля в осигуряването на месна храна за населението и като източник на ценни кожи. Той е бил практикуван и за защита на добитъка и населението от хищници. Видовете най-често ловувани през неолита животни дават точна характеристика както на господстващия във всеки район биотоп, така и на климата като цяло. Главни обекти на лова са били благородният елен, сърната, турът, дивата свиня и дивото магаре (последното главно за Добруджа). Наред с тях се срещат кости на вълк, лисица, заек, мечка, бобър, рис, птици, рядко кости на риби и др. Особен интерес представлява въпросът за разпространението през неолита на последните представители на ретардираща късноледникова и постледникова фауна. Дивото магаре е било запазено не само в Южноруските степи, но и в степите на Долния Дунав, както и в други рефугиуми, благодарение на два фактора – значително по-хландият климат в Североизточна България и относително късната поява на неолитния човек по тези земи. Най-широко е разпространението му в Добруджа. За носителите на ранната култура Хаманджия то е било основен обект на лова, а месото му – очевидно особено предпочитана храна, тъй като глави от диво магаре срещаме в голям брой неолитни гробове в Дуранкулак, докато костите от труповете на магаретата се откриват в културния слой на къснонеолитното селище. От мащабите на организираното погребално угощение с месото на едно, две и дори три магарета се съди и за социалното положение на погребания. В резултат от интензивния и безогледен лов на дивото магаре е било напълно изтребено към началото на 5 хилядолетие пр.н.е. В средно и къснонеолитните културни пластове и погребения вече не се срещат кости от него. Някой диви животни, в частност благородният елен и еленът лопатар, са заемали важно място не само в храната, но и в култовите практики на неолитния човек. На много места през неолита еленът е бил основен предмет на лова, а рогата му са представлявали една особено ценна, твърда и нечуплива суровина, която е била използвана за изработване на копачки, сохи, муфи за каменни оръдия, дръжки за сърпове, ретушьори, чукове и др. За това, че той е бил почитан по някакъв начин още в изходната територия на неолитната революция, говори една стенна фреска от Чаталхьоюк, изобразяваща култов танц около два елена.

### Суровини
Важен клон на неолитната икономика е изработката на оръдия за производство. Той стои в пряка зависимост от суровинната база. Като цяло използваните в дадено неолитно селище суровини се делят на три категории в зависимост от разстоянията, от които те постъпват:
- Близки суровини – събирани непосредствено около селищата. Към тях спадат глината, пясъкът, речните валуни и др.
- Околни суровини – събирани на разстояние един ден път от селището. Тук спадат еленовите рога, някой кремъчни скали, варовици, подходящи скали за хромелни камъни, кварц и твърди скали от речните корита, местни кремъчни конкреции и др.
- Импортни суровини – идващи от далечни разстояния. Към тях спадат някой вулканични скали, амфиболитите, мидата спондилус, нефритът, малахитът, боите и пр.

### Кремъчни оръдия
Основната суровина, използвана през неолита за производство на режещи, пробиващи и стържещи оръдия на труда, е кремъкът.

## Периодизация на Неолит в България
Изследванията в областта на абсолютната хронология в България отбелязаха в последните години големи успехи благодарение на бързо нарастващото количество С14 дати, произхождащи от праисторическите обекти, разположени на територията на страната и съседните нам земи. Въз основа на тях нашите неолитни култури днес са едни от най-добре датираните на Балканския полуостров.
- Балкано-Анатолийски Раннонеолитен Комплекс (БРН)
  1. БРН-М с под периоди а и b (6400 – 6200 г. пр.н.е.) Обхваща периодът на т. нар. „монохромна“ керамика. Находки от този период липсват в Тракия.
  2. БРН-А с под периоди а и b (6200 и 5700 г.пр.н.е.[6]) – по гъста поселищна мрежа от този период. Бум на населението на неолита. I фаза на културата на Западнобългарската рисувана керамика.
  3. БРН-B с под периоди а и b (5700 и 5500 г. пр.н.e.) – нов, колосален демографски взрив, експанзията на балканско неолитно население в североизточна и северозападна посока.
  4. БРН-C (5300 – 5000 пр.н.е.) е време на дълбоки етнокултурни трансформации. Предполагаемо ново нашествие на народи от Анатолия. Населението се измества от заливната тераса към платата. Предполагаемо повишаване на подпочвените води и заблатяване на платата.
- Балкански Къснонеолитен-Ранноенеолитен Комплекс (БКН)
  1. БКН-А – (5300 – 4570 cal ВС) Общи типологически белези на тези култури са биконичността на керамичните форми, богатата украса c канелюри и набождания, разнообразната идолна пластика и предимно редукчното изпичане на керамиката.
  2. БКН-B (4900 и 4800 г. пр.н.е.) За отбелязване е обаче големият разцвет на културата, масово използуване на идолната пластика, антропоморфните и зооморфните съдове, олтарите и първите храмове.
  3. БРЕ (Ранен Енеолит) с под периоди а и b – контингенти население от Тракия се премества към Североизточна България, където основава първите укрепени селища, в основата на селищните могили. Повечето от селищата се изместват от платата обратно на заливната тераса.
  4. БСр.Е (Среден Енеолит) с под периоди а и b

## Находки от БРН-М в България (Ренен Неолит)
Най-ранното присъствие на население – носител на производяща икономика в Западна България, се отнася към БРН-М. Констатирано през1986 г. в с. Крайници – до Сапарева Баня. където под жилищното ниво, отнасящо се към ранния неолит А, беше открита стерилна алувиална почва, покриваща един още по-ранен жилищен хоризонт c монохромна керамика (Tchohadjiev, S., A. Bakămska, 1990.) Интересно за отбелязване е, че съвременни проучвания показват керамика от БРН-М в места от Североизточна България. Такива находища са Поляница, Копривец и Джулюница – всички съдържащи мнохромна керамика – основният носител на информация за ранен неолит.